# Priodontes maximus

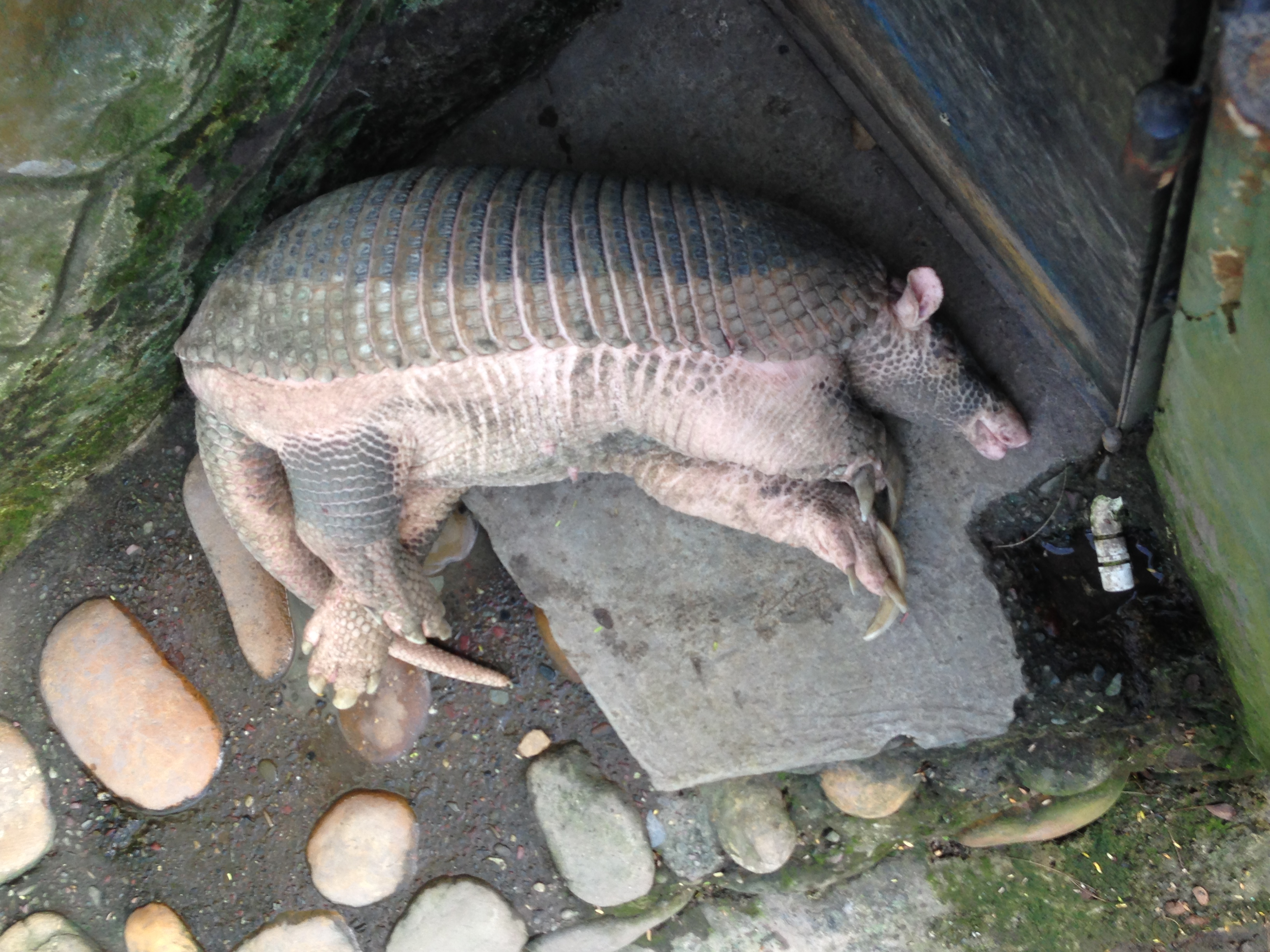
Tatú carreta durmiendo

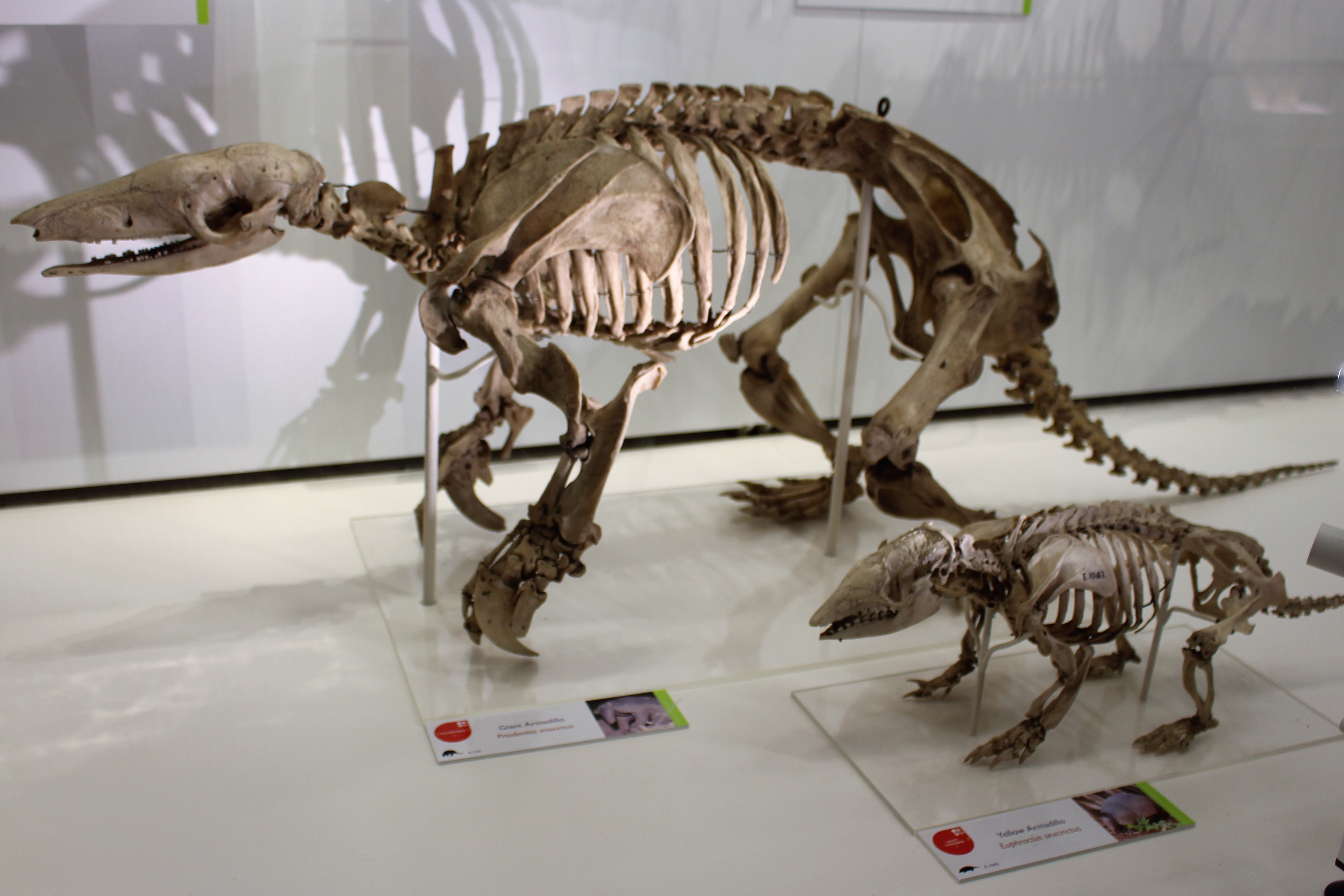
Esqueleto de un armadillo gigante (Priodontes maximus) junto al esqueleto de Euphractus sexcinctus en Inglaterra, Reino Unido.

El armadillo gigante, también llamado tatú carreta o gurre grande (Priodontes maximus), es una especie de mamífero placentario xenartro de la familia Chlamyphoridae y subfamilia Tolypeutinae; es la especie existente más grande de armadillo, aunque sus parientes extintos, los glyptodontes, eran mucho más grandes. No se conocen subespecies y es la única especie de su género.
Se lo encontraba ampliamente en selvas tropicales del este de Sudamérica; y se extiende en variados hábitats, inclusive en el noreste de Argentina y Paraguay. También es llamado, según la región, como tatú carreta, pejichi, cuspa gigante, cuspón, ocarro, "carachupa", cabazú o cachicamo.

## Morfología y comportamiento

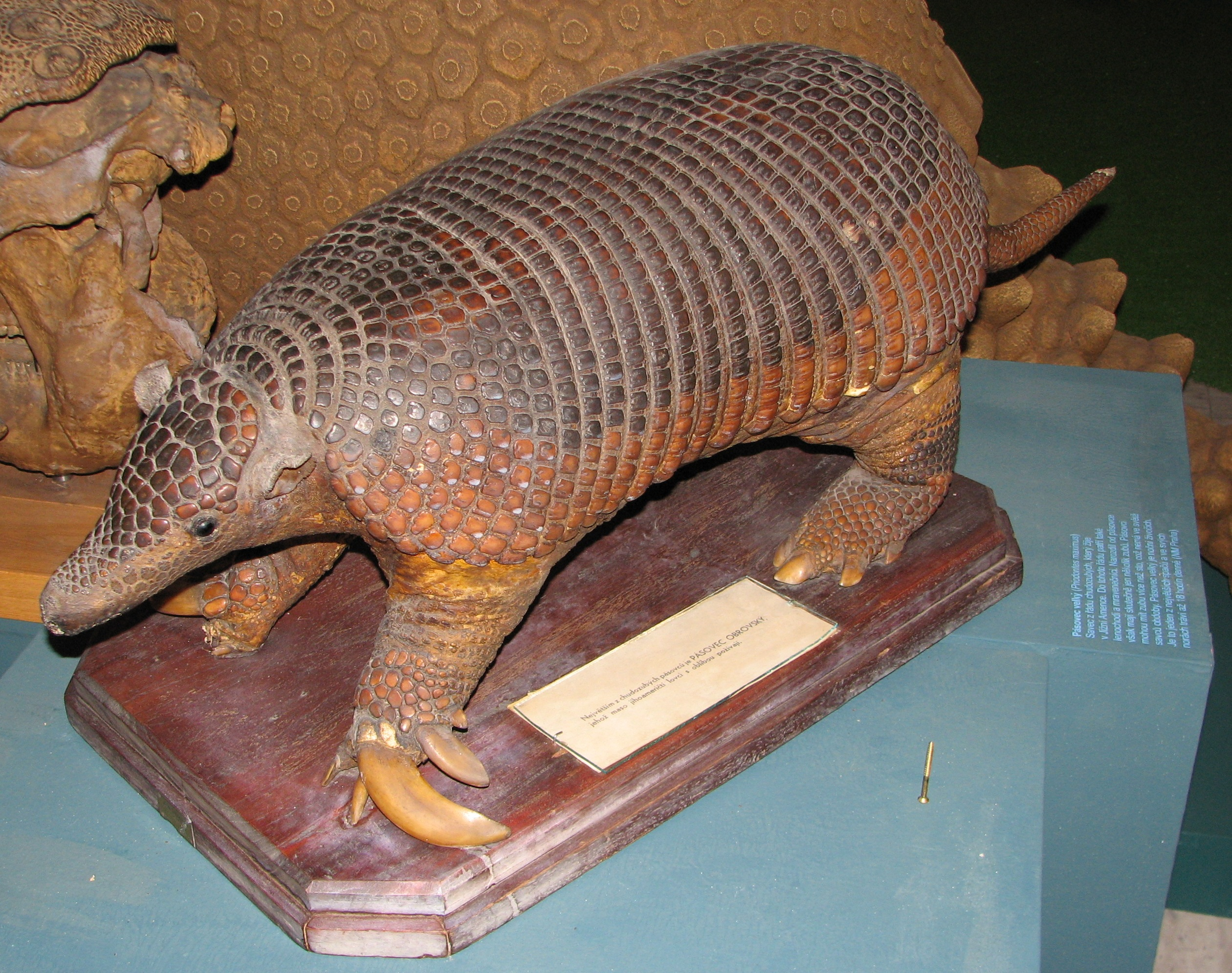
Espécimen disecado, fotografiado en Brno, tomado del Museo Nacional de Praga.

- Pueden llegar a pesar alrededor de unos 60 kg y pueden llegar a medir más de 1,6 m desde el hocico a la punta de la cola,[3] donde de 1/3 a 2/5 es cola.

- Tiene un caparazón oscuro, con numerosas placas ordenadas en filas transversales, que cubren también la cola. Su cuerpo es voluminoso y sus extremidades son cortas. Su cabeza es alargada y orejas pequeñas. Cuentan con uñas grandes y potentes que pueden llegar a medir 20 cm, especialmente en sus extremidades delanteras.[2]

- Suele hacer recorridos diarios de más de 3 km en busca de alimento. De hábitos nocturnos, su dieta se compone de hormigas, termitas, lombrices, arañas, gusanos, larvas, etc. pudiendo llegar a consumir toda la población de una cueva de termitas.

- Su época de reproducción se sitúa sobre el verano, con solo una cría, que recibe leche materna los primeros meses y que se adapta paulatinamente a la dieta adulta.

- Tiene alrededor de 100 dientes y es el mamífero terrestre con más dientes.

## Estado de conservación y amenazas
Este tipo de armadillo fue clasificado como especie en peligro de extinción por la Unión Mundial de Conservación Lista Roja en 2002, y figura listada en el Apéndice I (hacia la extinción) de la CITES (Convención sobre el Tráfico Internacional de Especies en Riesgo de la Flora y Fauna Silvestres). En Argentina la reserva natural Formosa fue creada teniendo como uno de sus principales objetivos la protección de ejemplares de esta especie.
El tatú carreta fue declarado monumento natural provincial por la provincia del Chaco en Argentina, por ley n.º 4306 de 6 de junio de 1996 y por la provincia de Formosa por la ley n.º 1038 de 17 de junio de 1993.
La especie se ve amenazada por la caza y la deforestación de su hábitat, captura ilegal para su posterior venta de forma clandestina a coleccionistas de animales.